# Blake Hall (Metropolitano de Londres)

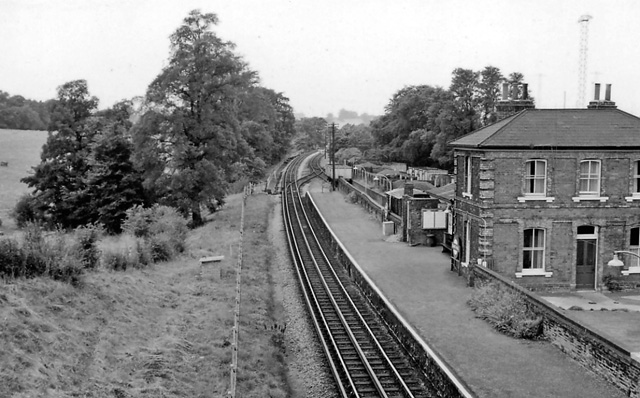
Estação Blake Hall em 1981.

A Estação de Blake Hall é uma estação inativa que pertence ao sistema de metropolitano da Cidade de Londres. Esteve em operação entre os anos de 1865-1981. Está localizada  no subúrbio de Londres, em Stanford Rivers, ao sul da vila de Bobbingworth, em Essex, a aproximadamente 39 quilômetros a nordeste de Charing Cross.
- Brown, Joe (novembro de 2006). London Railway Atlas. Hersham, UK: Ian Allan Ltd. ISBN 978-0-7110-3137-1. 0611/3
- Bruce, J. Graeme; Croome, Desmond F. (2006) [1996]. The Central Line 2nd ed. Harrow, London: Capital Transport. ISBN 1-85414-297-6
- Croome, Desmond F.; Jackson, A.A. (1981). Rails through the Clay. Harrow, UK: Capital Transport Publishing. ISBN 1-85414-151-1
- Day, John R.; Reed, John (2005) [1963]. The Story of London's Underground 9th ed. Harrow, London: Capital Transport. ISBN 1-85414-289-5
- Hardy, Brian, ed. (março de 2011). «How it used to be - freight on The Underground 50 years ago». London Underground Railway Society. Underground News (591). ISSN 0306-8617
- Horne, M.A.C. (1987). A Short History of the Central Line. [S.l.]: London Transport/Douglas Rose & Nebulous Books. ISBN 0-85329-055-5
- Menear, L. (1983). London Underground Stations: a social and architectural study. Tunbridge Wells, Kent, UK: Midas. ISBN 0-85936-124-1